# Manuel Abad
Manuel Abad Francés (La Almunia de Doña Godina, 24 agosto 1960) è un ex calciatore spagnolo, di ruolo centrocampista.

## Carriera
Nato nelle vicinanze di Saragozza, cresce nelle giovanili del Real Zaragoza, la principale squadra locale.
Debutta in prima squadra nella stagione 1985-1986, collezionando tre presenze nella Copa de la Liga. Nella stessa stagione, è impiegato in Segunda División con la seconda squadra del Real Zaragoza, il Deportivo Aragón.
Continua a far parte della rosa del Real Zaragoza per altre due stagioni, collezionando in totale 19 presenze in campionato. 
Nel 1988 si trasferisce al Levante, squadra militante in Segunda División B e ottiene la promozione in seconda serie, grazie alla vittoria del campionato. Veste la maglia del Levante fino al 1992, collezionando oltre 100 presenze con la squadra valenciana.

## Palmarès
- Coppa di Spagna: 1

Real Saragozza: 1986
- Segunda División B: 1

Levante: 1988-1989 (Gruppo IV)